# Revúca (distrito)
O Distrito de Revúca (eslovaco: Okres Revúca) é uma unidade administrativa da Eslováquia Central, situado na Banská Bystrica (região), com 40.879 habitantes (em 2003) e uma superfície de 730 km². 

## Demografia
| Ano:        | 1994   | 2004   | 2014   | 2024   |
| ----------- | ------ | ------ | ------ | ------ |
| Broj ljudi: | 40 982 | 40 699 | 40 205 | 37 676 |
| Razlika:    |        | -0,69% | -1,21% | -6,29% |

| Ano:               | 2023   | 2024   |
| ------------------ | ------ | ------ |
| Número de pessoas: | 37 816 | 37 676 |
| Diferença:         |        | -0,37% |

## Cidades
- Jelšava
- Revúca (capital)
- Tornaľa

## Municípios
- Držkovce
- Gemer
- Gemerská Ves
- Gemerské Teplice
- Gemerský Sad
- Hrlica
- Hucín
- Chvalová
- Chyžné
- Kameňany
- Leváre
- Levkuška
- Licince
- Lubeník
- Magnezitovce
- Mokrá Lúka
- Muráň
- Muránska Dlhá Lúka
- Muránska Huta
- Muránska Lehota
- Muránska Zdychava
- Nandraž
- Otročok
- Ploské
- Polina
- Prihradzany
- Rákoš
- Rašice
- Ratková
- Ratkovské Bystré
- Revúcka Lehota
- Rybník
- Sása
- Sirk
- Skerešovo
- Šivetice
- Turčok
- Višňové
- Žiar